# Vierge à l'Enfant (Bellini, Milan)
Pour les articles homonymes, voir Vierge à l'Enfant.
Vierge à l'Enfant est un tableau réalisé par le peintre italien Giovanni Bellini en 1510. De format horizontal, cette huile sur toile est une Madone qui représente Marie tenant l'Enfant Jésus, qui est nu, debout sur sa cuisse droite, d'où il adresse au spectateur le signe de bénédiction. Ils figurent devant un drap d'honneur vert de part et d'autre duquel apparaît un paysage centré sur un arbre. L'œuvre est conservée à la pinacothèque de Brera, à Milan, en Lombardie.

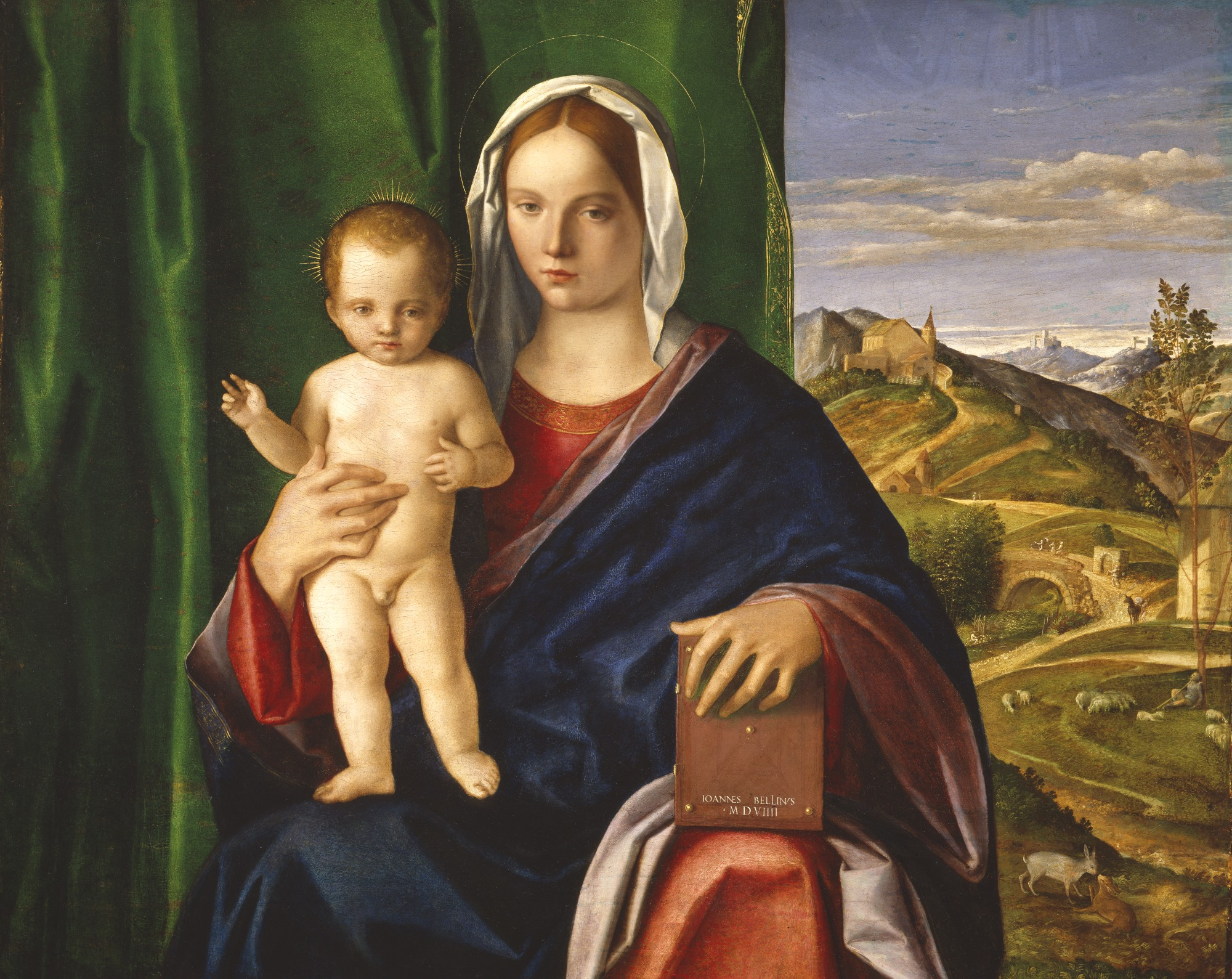
Vierge à l'Enfant, 1509 – Detroit Institute of Arts, Détroit.